# رشته‌کهکشان

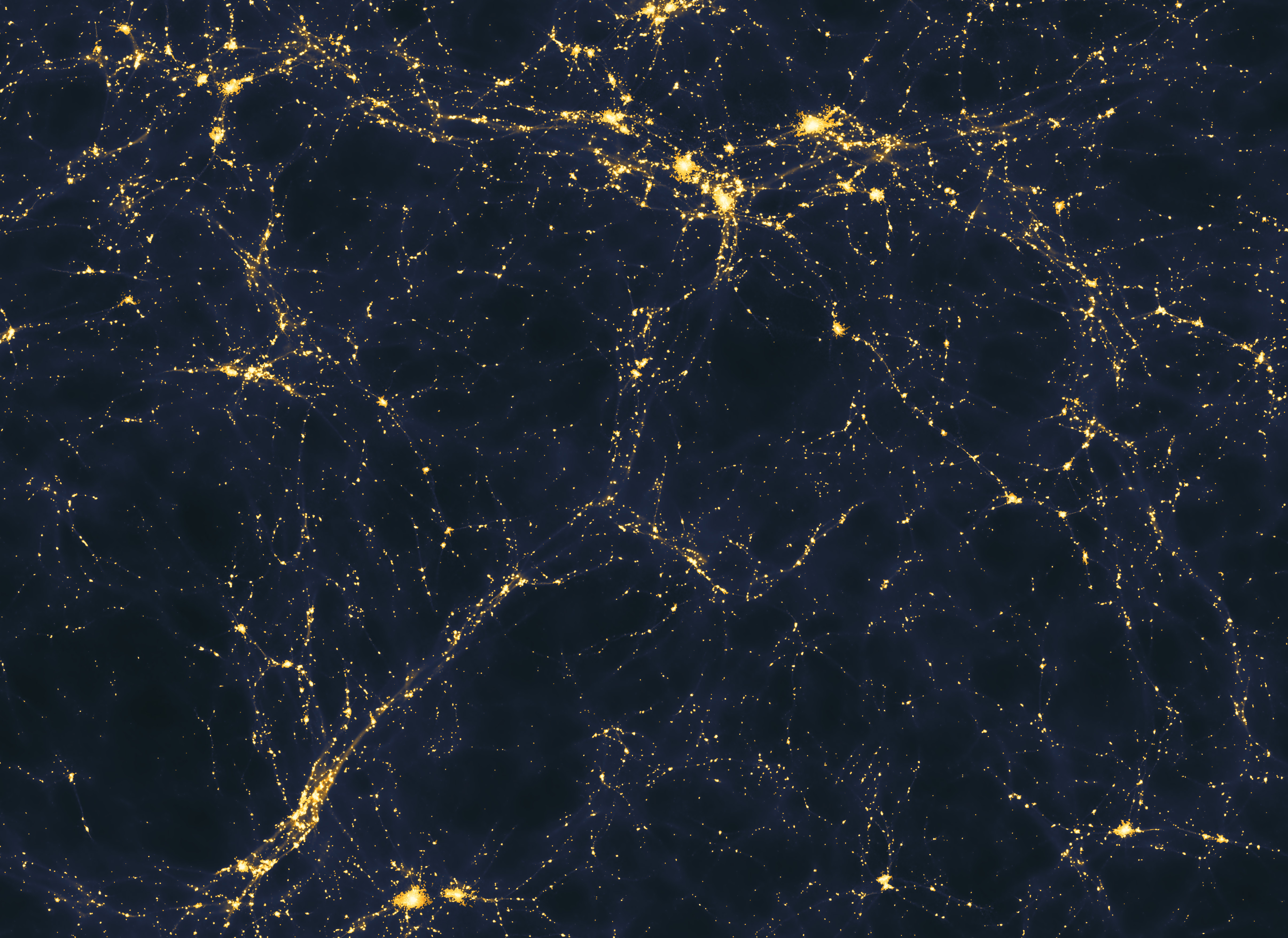
رشته‌کهکشان‌ها، دیوارها و حفره ها ساختارهای شبکه مانندی را تشکیل می دهند. شبیه سازی کامپیوتری.

در کیهان‌شناسی فیزیکی، رشته‌کهکشان‌ها (به انگلیسی: Galaxy filament) که به نامهای کمپلکس‌های ابرخوشه‌ای (به انگلیسی: Supercluster complex) و دیوارهای بزرگ (به انگلیسی: Great wall) نیز شناخته‌می‌شوند،
یکی از بزرگ‌ترین ساختارهای کیهانی شناخته‌شده در جهان هستند. رشته‌کهکشان‌ها ساختارهایی عظیم به طول ۵۰ تا ۸۰ مگاپارسک هستند و مرز بین نواحی پوچ (به انگلیسی: Void) جهان را تشکیل می‌دهند.